# Jorge Comas
Jorge Alberto Comas Romero (Paraná, 9 de junho de 1960) é um ex-futebolista profissional argentino que atuava como atacante.

## Carreira
Jorge Comas se profissionalizou no Colón de Santa Fe.

## Seleção
Jorge Comas integrou a Seleção Argentina de Futebol nos Jogos Olímpicos de 1988, de Seul.